# Carlo Giuseppe Gonzaga
Carlo Giuseppe Gonzaga (14 febbraio 1664 – 17 ottobre 1703) è stato un nobile italiano, cosignore di Vescovato.

## Biografia
Era figlio del principe Gian Giordano Gonzaga, dei Gonzaga di Vescovato e di Eleonora Manenti. Ebbe il trattamento di Grande di Spagna.

## Discendenza
Carlo Giuseppe sposò nel 1685 Olimpia Soardi Agnelli (?-1701) ed ebbero sei figli:
- Eleonora (1687-1751), monaca
- Isabella (1690-1735), monaca
- Margherita (1699-1715), monaca
- Francesco Ferrante (1697-1749), sposò Giulia Isolani di Bologna
- Francesco Giordano (1693-1712)
- Aurelia (1694-1718), sposò Francesco Pepoli di Bologna

## Ascendenza
|                                     |   |                 | Genitori        |  |  | Nonni |  |  | Bisnonni                      |  |  | Trisnonni                                    |  |
|                                     |   |                 |                 |  |  |       |  |  | Giordano Gonzaga di Vescovato |  |  | Sigismondo II Gonzaga, marchese di Vescovato |  |
|                                     |   |                 |                 |  |  |       |  |  | Giordano Gonzaga di Vescovato |  |  | Sigismondo II Gonzaga, marchese di Vescovato |  |
|                                     |   | Lavinia Rangoni |                 |  |  |       |  |  | Giordano Gonzaga di Vescovato |  |  |                                              |  |
| Niccolò Gonzaga di Vescovato        |   |                 |                 |  |  |       |  |  | Giordano Gonzaga di Vescovato |  |  |                                              |  |
|                                     |   | Camilla Ponzoni | Niccolò Ponzoni |  |  |       |  |  |                               |  |  |                                              |  |
|                                     |   | Camilla Ponzoni | Niccolò Ponzoni |  |  |       |  |  |                               |  |  |                                              |  |
|                                     |   | Camilla Ponzoni | …               |  |  |       |  |  |                               |  |  |                                              |  |
| Gian Giordano Gonzaga di Vescovato  |   | Camilla Ponzoni |                 |  |  |       |  |  |                               |  |  |                                              |  |
|                                     |   | …               | …               |  |  |       |  |  |                               |  |  |                                              |  |
|                                     |   | …               | …               |  |  |       |  |  |                               |  |  |                                              |  |
|                                     |   | …               | …               |  |  |       |  |  |                               |  |  |                                              |  |
| Aurelia Trissino                    |   | …               |                 |  |  |       |  |  |                               |  |  |                                              |  |
|                                     |   | …               | …               |  |  |       |  |  |                               |  |  |                                              |  |
|                                     |   | …               | …               |  |  |       |  |  |                               |  |  |                                              |  |
|                                     |   | …               | …               |  |  |       |  |  |                               |  |  |                                              |  |
| Carlo Giuseppe Gonzaga di Vescovato |   | …               |                 |  |  |       |  |  |                               |  |  |                                              |  |
|                                     | … | …               |                 |  |  |       |  |  |                               |  |  |                                              |  |
|                                     | … | …               |                 |  |  |       |  |  |                               |  |  |                                              |  |
|                                     | … | …               |                 |  |  |       |  |  |                               |  |  |                                              |  |
| …                                   | … |                 |                 |  |  |       |  |  |                               |  |  |                                              |  |
|                                     |   | …               | …               |  |  |       |  |  |                               |  |  |                                              |  |
|                                     |   | …               | …               |  |  |       |  |  |                               |  |  |                                              |  |
|                                     |   | …               | …               |  |  |       |  |  |                               |  |  |                                              |  |
| Eleonora Manenti                    |   | …               |                 |  |  |       |  |  |                               |  |  |                                              |  |
|                                     |   | …               | …               |  |  |       |  |  |                               |  |  |                                              |  |
|                                     |   | …               | …               |  |  |       |  |  |                               |  |  |                                              |  |
|                                     |   | …               | …               |  |  |       |  |  |                               |  |  |                                              |  |
| …                                   |   | …               |                 |  |  |       |  |  |                               |  |  |                                              |  |
|                                     |   | …               | …               |  |  |       |  |  |                               |  |  |                                              |  |
|                                     |   | …               | …               |  |  |       |  |  |                               |  |  |                                              |  |
|                                     |   | …               | …               |  |  |       |  |  |                               |  |  |                                              |  |
|                                     |   | …               |                 |  |  |       |  |  |                               |  |  |                                              |  |